# Vught
Vught – miasto i gmina w Holandii. W 2012 roku gmina liczyła 25 257 mieszkańców.
W okolicy Niemcy zorganizowali obóz koncentracyjny znany jako Hertogenbosch.
W miejscowym więzieniu przebywa zabójca reżysera Theo van Gogha Mohammed Bouyeri.

## Osobistości
- Simon Tahamata – piłkarz
- Hans Gillhaus – piłkarz
- Joseph Luns (1911–2002) – minister, sekretarz generalny NATO